# Uniwersytet Hebroński
Uniwersytet Hebroński (ar. جامعة الخليل, HU) – palestyńska publiczna uczelnia wyższa, zlokalizowana w Hebronie na Zachodnim Brzegu.
Uczelnia została założona w 1971, na podstawie decyzji władz miejskich Hebronu, jako Kolegium Prawa Islamskiego i Szariatu. Była wówczas pierwszą instytucją wyższej edukacji na terenie Palestyny. Studia od początku były koedukacyjne, w pierwszym roku funkcjonowania uczestniczyły w nich 43 osoby. Po utworzeniu dodatkowych kierunków kształcenia w 1980 uczelnia uzyskała status uniwersytetu i przyjęła nazwę Uniwersytet Hebroński. 
W 2006 studiowało tu ponad 5 tysięcy studentów, z czego przeszło 2/3 to kobiety.
Uczelnia była wielokrotnie miejscem zdarzeń związanych z toczącym się na tym terenie konfliktem izraelsko-palestyńskim. W 1980 trzy osoby zginęły w ataku przeprowadzonym przez izraelskich osadników. Kilkakrotnie była zamykana przez władze izraelskie. Do zamknięcia uniwersytetu doszło w 2003, gdy władze izraelskie oskarżyły uczelnię o wykorzystywania swojej infrastruktury (m.in. laboratoriów chemicznych) do szkolenia terrorystów. 

## Struktura organizacyjna
- Wydział Rolnictwa
- Wydział Humanistyczny
- Wydział Edukacji
- Wydział Finansów i Zarządzania
- Wydział Technologii Informatycznych
- Wydział Studiów Islamskich i Szariatu
- Wydział Prawa i Nauk Politycznych
- Wydział Pielęgniarstwa
- Wydział Farmacji i Nauk Medycznych
- Wydział Nauk Ścisłych i Technologii[4]